# Type 29 SNCB (1875)
Ne doit pas être confondu avec le Type 29 de 1946
Le Type 29 des Chemins de fer de l'État belge puis de la Société nationale des chemins de fer belges est une série de locomotives à vapeur pour trains de marchandises de disposition Mammouth (arrangement d'essieux 030) à cylindres intérieurs mises en service entre 1875 et 1901. Version à roues plus petites (1 300 mm) des locomotives du type 28, elles sont également désignées type "à forte rampe" eu égard à leur affectation initiale. Un total de 519 locomotives est construit entre 1875 et 1885 ainsi que 121 entre 1898 et 1901. À ce total s'ajoutent au-moins 60 machines des types 28, 2 et 2bis transformés par remplacement des roues entre les années 1890 et la Première Guerre mondiale.
Il reste encore près de 200 de ces locomotives à l'effectif de la SNCB à sa création en 1926 ; les dernières machines de la série sont retirées du service en 1942.

## Histoire

### Genèse
Les Chemins de fer de l'État belge mettent en service leurs premières locomotives pour marchandises unifiées à foyer Belpaire carré en 1865 sous la forme des locomotives du type 28. Ces 030 à roues de 1 450 mm n'étaient pas une conception entièrement neuve mais résultaient de l'application d'un foyer Belpaire de section carrée aux types 30 et 33 de 1860-1862 à foyer Belpaire rond, elles-mêmes adaptées des premières 030 produites en série par l'État belge à partir de 1856 avec un foyer primitif dépendant de combustibles plus onéreux. Après avoir essayé une locomotive prototype à cylindres extérieurs plus grands, les administrateurs décident de poursuivre la production du type 28, plus primitif avec ses cylindres intérieurs disposés entre les longerons. Presque 300 exemplaires ont été livrés entre 1865 et 1883.
Dans les années 1860, le réseau de l'État belge est majoritairement constitué de lignes à profil facile. Le rachat de nombreuses compagnies privées, à commencer par la Grande compagnie du Luxembourg, ajoute au réseau de nombreuses lignes comptant de fortes rampes où le trafic est en croissance rapide. Le matériel alors en service aux chemins de fer de l’État n'est pas adapté aux fortes rampes : les type 28 au roues de diamètre moyen souffrent d'un manque d'adhérence, limitant le poids et la vitesse des trains et entraînant des risques de patinage par temps humide ; les locomotives pour voyageurs rapides à roues de 2 m sont également inadaptées à la situation.
Construite de 1848 à 1859, la ligne du Luxembourg — actuelles lignes 161 et 162, de Bruxelles à Namur et Arlon (frontière) — se caractérise par une série de rampes très ardues dues au relief tourmenté et à un tracé évitant les ouvrages d'art et les détours par des itinéraires moins vallonnés. Atteignant en de nombreux endroits les 16 ‰ ces rampes sont en moyenne trois fois plus fortes que celles des autres lignes existantes en 1854.
En 1873, la GCL dispose d'une pléthore de locomotives d'origine diverse, d'influence anglaise, française et belge :
- les quinze machines à marchandises les plus anciennes, datant de 1856 à 1859, sont des 030 à roues de 1 450 mm, futurs types 37 et 39[3] ;
- elles donnent naissance aux dix-neuf locomotives classées par l’État belge dans le type 36. Livrées entre 1860 et 1865, elles se distinguaient seulement par leurs roues plus petites (1 310 mm)[4] ;
- en 1866-1867, un modèle plus puissant a été commandé en vingt-sept exemplaires, donnant naissance au type 35[5]. Elles renouent à la taille de roues des premières 030, tout comme cinq copies du type 28 de l’État, livrées en à la Grande Compagnie du Luxembourg en 1870[6] ;
- une dernière série de 030, spécifique aux marchandises, est livrée en 1870 avec les six locomotives du futur type 38, affectées aux dépôts de Jemelle et Arlon, pour desservir la section de Namur à la frontière luxembourgeoise, où les rampes sont les plus sévères[7] ;

- en 1871-72, la compagnie a emprunté une locomotive articulée 020+020T système Meyer et acheté une Fairlie 030+030T (avec deux chaudières et une cabine centrale) mais ces engins expérimentaux n'ont pas eu de descendance ;
- en revanche les quinze 040 livrées entre 1871 et 1873 reprendront l'essentiel des tâches des 030 plus anciennes entre Namur et Arlon[8]. Elles étaient surnommées Engerth du Luxembourg (bien que le terme Engerth désigne des locomotives sans tender séparé).

Après la reprise, l’État affectera également à Jemelle et Namur les vingt locomotives "Tubize à marchandises" récupérées lors du rachat du réseau de la Société Générale d'Exploitation en 1871. Dotées de cylindres de 460 sur 650 mm et de roues de 1 350 mm, c'étaient alors les 030 les plus puissantes de Belgique.

### Mise au point
Héritant d'un assortiment de locomotives de conception disparate, dont les plus récentes recouraient au foyer Belpaire, l’État belge entreprend de mettre au point une série de locomotives unifiées pour assurer le service des marchandises sur la ligne du Luxembourg et d'autres chemins de fer au relief accidenté. Le choix se porte toutefois sur une solution moins innovante que les machines les plus récentes alors utilisées entre Namur et Arlon : en réduisant le diamètre des roues d'une locomotive type 28 dotée d'une chaudière du dernier modèle.
Ce choix vraisemblablement dicté par des soucis d'uniformisation impose d'emblée des contraintes aux nouvelles locomotives en raison du ré-emploi de composants mis au point dans les années 1860, en particulier les cylindres disposés entre les longerons du châssis, dont le diamètre inchangé limite la puissance. À l'inverse, les Engerth du Luxembourg et les Tubize à marchandises avaient leurs cylindres positionnés à l'extérieur. L’État belge avait testé la même disposition en 1865 sous la forme de la locomotive prototype n°296, similaire au type 28 mais avec des cylindres extérieurs (larges de 650 mm) et aux roues moins grandes (1 400 mm) ; il restera longtemps fidèle aux cylindres intérieurs, recourant à cette disposition pour les deux générations suivantes de locomotives pour marchandises jusqu'en 1910.
En revanche, les progrès en matière de chaudières et de fabrication de l'acier permettent de pousser le timbre (pression maximale) à 9 kg/cm2. Cette valeur passant même à 9,5 pour une partie des type 29 fabriquées dans les années 1880. Les longerons de châssis des locomotives du type 29 est en grande partie rectiligne, la zone surélevée au niveau des essieux n'étant pas nécessaire, mais une courte section plus basse, flanquée de deux raccords recourbés, se trouve au niveau du support de la boîte à fumée, lequel abrite les cylindres intérieurs. Comme sur les types 2 et 28, les chaudières sont dotées d'un dôme au sommet en forme de bulbe, en raison de la présence de soupapes de sécurité, et d'un deuxième jeu de soupapes en avant du foyer. Les chaudières du modèle 1884 introduisent du dôme rond sans soupape et les soupapes restantes sont disposées sur le foyer. Dotées de blocs de frein sur les roues du tender et du frein à contre-vapeur le Chatellier, à injection d'eau, pour les sections en pente, ces locomotives pour marchandises n'ont pas de frein continu ; le frein Westinghouse est seulement utilisé sur les trains de voyageurs.

### Évolutions
Les locomotives pour trains de voyageurs en service sur la ligne du Luxembourg devant également être remplacées, Auguste Belpaire met au point en 1874 deux séries de locomotives qui combine la chaudière et l'empattement du type 28 avec des roues plus grandes 1 700 mm. Les locomotives du type 2 sont la version à tender séparé et seront produites jusqu'en 1885 puis par conversion de plusieurs type 28 ; pour la traction des trains omnibus entre Ottignies, Bruxelles ou Namur, une locomotive tender baptisée type 3 est réalisée. Par rapport au type 2, elle se distingue par l'ajout d'un essieu porteur sous le foyer afin de supporter le poids additionnel des réserves d'eau et de charbon sans accroître l'empattement. Ce modèle moins réussi ne sera pas produit au-delà de 1874.
La construction des locomotives du type 28 n'est pas immédiatement arrêtée. Après en avoir réalisé 12 en 1875-1876 et une seule en 1879, l’État belge en commande 50 de 1881 à 1883. L'effort de traction supérieur des locomotives du type 29 entraîne l'introduction de ce modèle sur une portion de plus en plus importante du réseau.

### Première série (1875-1885)
Le nombre de type 29 construites neuves serait de 519 ou 520, excluant les T28 et 2 transformées en type 29 par réduction du diamètre des roues.
Huit constructeurs belges se voient attribuer la construction des 399 locomotives du type 29 réalisées entre 1875 et 1884 :
La Compagnie belge pour la construction de matériel de chemins de fer, devenue la Société franco-belge en 1881, réalise les premiers exemplaires de la série comme ils l'avaient déjà fait pour les types 2 et 3. L’État belge immatricule au total 25 exemplaires construits par ses soins : les 228 et 429 en 1875, les 427 et 1010-1014 en 1876, la 154 en 1877, les 540, 550 en 1878, les 1113-1118 en 1879 et les 1669-1676 en 1880.
Les Ateliers de Tubize en produisent en 71 : les 978-980 en 1875, les 981 et 1025-1029 en 1876, les 1030-1032 en 187, les 1129-1132 en 1879, les 1230-1231 en 1880, les 1232-1233, 1301-1304, 1337-1341, 1351, 1388-1392 et 1403 en 1881, les 1554-1561 et 1572-1586 en 1882, les 1594 et 1677-1682 en 1883 et les 1712-1716 en 1884.
La Société de Saint-Léonard en livre 45 : les 982-984 en 1876, les 1203, 1205-1206, 1241-1246 et 1293 en 1880, les 1294-1300, 1373-1377 et 1420-1422 en 1881, les 1562-1571 en 1882, les 1693-1699 en 1883.
Les Forges Usines et Fonderies de Haine-Saint-Pierre construisent 37 type 29 : les 985-994 en 1876, 1211 et 1259-19262 en 1880, les 1319, 1332-1336 et 1378-1382 en 1882, les 1685-1689 en 1883, les 1717-1721 en 1884 et la 440 en 1885 ; cette dernière est probablement la type 29 visible à l'Exposition universelle de 1885 tenue à Anvers.
Cockerill en produit 57 : les 1066-1070 en 1877, 1153-1159 en 1879, 197, 425, 1160-1161, 1201-1202, 1234-1240, 1309-1312 et 1317en 1880, les 1313-1316, 1318, 1352-1356, 1394-1402 et 1423-1424 en 1881 et les 1534-1539 en 1882.
La Société de Couillet en livre 113 : les 42, 84, 193, 222, 535, 854, 1016, 1063-1065 et 1071 en 1877, les 1072-1075 et 1081-1086 en 1878, les 1119-1128 en 1879, les 1204, 1207-1210, 1252-1258 et 1283-1284 en 1880, les 1285-1292, 1342-1346 et 1404-1419 en 1881, les 1540-1553 et 1600-1606 en 1882, les 1607-1613, 1593, 1683-1684 et 1690-1692 en 1883 et les 1707-1711 en 1884.
Les Ateliers Carels en construisent 45 : les 859 et 1077-1080 en 1878, les 1133-1135 en 1879, les 1136-1139 et 1305-1306 en 1880, les 1307-1308, 1347-1350, 1383-1387 et 1393, les 1587-1591, 1595-1599 et 1700-1703 en 1883 et les 1722-1726 en 1884.
Les Établissements Zimmermann-Hanrez et Cie entament la production de locomotives en 1883 en livrant 6 type 29 numérotées de 1704 à 1706.
Comme les types 2 et 28 utilisant la même chaudière, quelques type 29 devant faire l'objet de remplacement de chaudière en reçoivent une de la dernière variante alors produite. Celles réalisées à partir de 1893 ont une cheminée de section carrée et celles de 1896 ont une cheminée de forme tronçonnique (en section de cône). Sur ces deux modèles, la porte de boîte à fumée à deux vantaux rectangulaires est remplacée par une grande trappe de visite ronde.

### Deuxième série (1898-1901)
Alors que les ingénieurs Alfred Belpaire et L. R. Masui des Chemins de fer de l’État belge sont, pour le premier, décédé et, pour le second, parti à la retraite, l'administration se retrouve temporairement dépourvus d'ingénieurs expérimentés susceptibles de mettre au point de nouveaux modèles de locomotives. Au tournant du XXe siècle, face au besoin urgent d'augmenter les effectifs du matériel de traction, un total de 121 locomotives du type 29 sont commandées. Modèle déjà éprouvé, il ne réclame pas de mise au point laborieuse. La chaudière de ces nouvelles locomotives est améliorée avec un nouveau type de cheminée à échappement variable Boty, des injecteurs Friedmann et une sablière plus capacitaire. Doté d'une porte de boîte à fumée ronde, ce modèle de chaudière est par la suite attribué à des type 28 et 29 plus anciennes en remplacement de celle d'origine.
Les différents constructeurs réalisent ces nouvelles locomotives en 1898-1901 :
- Tubize en produit 19 : les 2416-2420 et 2779-2789 ;
- La Société Franco-Belge en livre 15 : 2402-2407, 2453-2455 et 2796-2801 ;
- Saint-Léonard en fabrique trois en 1898 : les 2421 à 2423 ;
- Haine-Saint-Pierre en livre cinq l'année suivante numérotées 2440-2442 et '2459-2460 ;
- Couillet en produit 12 : 2436-2439, 2461-2462 et 2790-2795 ;
- Carels en construit 13 : 2443-2446, 2450-2452 et 2805-2810 ;
- Cockerill livre 18 exemplaires : 2425-2431, 2456-2458 et 2771-2778 ;
- Les Ateliers de la Meuse en livrent six : 2408-2410 et 2802-2804 ;
- Les Ateliers de Boussu en livre cinq immatriculées 2424 et 2432 à 2435 ;
- Zimmerman-Hanrez en construisent cinq numérotées 909, 923, 926-927 et 967 ;
- La Lokomotivfabrik StEG à Vienne (Chemins de fer de l’État austro-hongrois) livre en 1900 un lot de 20 exemplaires immatriculé 2751-2770.

### Conversions
Les locomotives des types 29 mais aussi les 2 et 2bis pour trains de voyageurs étant directement issues du type 28 et possédant nombre de pièces en commun ainsi qu'un empattement identique malgré des différences de leurs châssis pour tenir compte des différents diamètres de roues, la transformation de ces locomotives en type 29 est une opération aisée qui permet d'une part d'augmenter la puissance de type 28 vieillissantes et de l'autre de réaffecter des type 2 et 2bis devenues surnuméraires en trafic passagers.
Au-moins 61 locomotives ont ainsi été transformées en type 29 à partir des années 1890. Ce total peut passer à côté de locomotives transformées pendant la Première Guerre mondiale et disparues peu après.

### Machines particulières

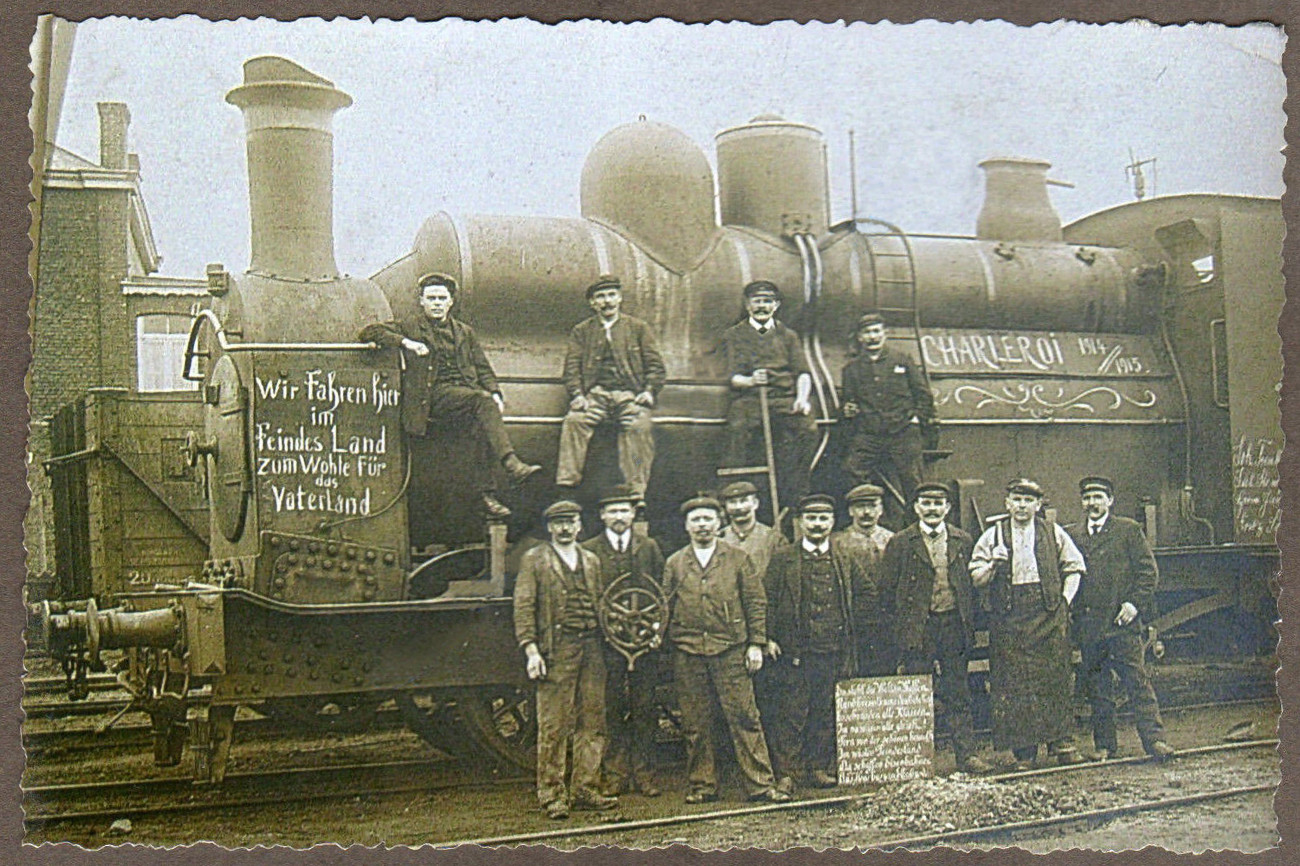
Cheminots allemands posant devant une type 28 à chaudière Brotan en Belgique.

En plus de locomotives ordinaires du type 28, l’État belge transforme aussi trois locomotives désignées type 28bis : des locomotives plus anciennes, des types 30 et 33, qui avaient été dotées d'un foyer Belpaire carré, se reconnaissaient par leur châssis au tablier ondulé. Les trois locomotives concernées (122, 270 et 271) dataient de 1863 et avaient originellement été construites par l'Atelier central de Malines ou par Cockerill.
En 1908, l'Etat belge choisit de convertir deux type 29 de la remise de Monceau (la 1285 de 1881 et la 2804 de de 1900) avec une chaudière aquatubulaire Brotan, construite par Mannesmann. Le collecteur de vapeur, monté sur la chaudière, est surmonté d'un dôme ainsi que d'une cheminée et d'une sablière identique à celle des locomotives de manœuvre du type 23. Les deux locomotives disparaissent pendant la guerre ; la 2804 avait été utilisée par les Allemands
La locomotive type 2 no 674, dotée en 1908 d'une chaudière spéciale au foyer agrandi vers le haut, est convertie en type 29 pendant la guerre, gardant sa chaudière et son abri modifié mais perdant l'équipement Westinghouse. Elle est radiée à Saint-Ghislain sous cette forme en 1919 ou 1920.
L'une des locomotives type 29 déclarées perdues durant la Première Guerre avait en réalité été dépourvues de ses plaques et de tout autre moyen d’identification par les Allemands. Il s'agit de la seule type 29 non-identifiable après la guerre. Attelée au tender de la 1071, elle est revendue en 1925 au Gand-Terneuzen qui lui donne le numéro 16.

### Carrière et services effectués
Les premières locomotives pour fortes rampes du type 29 sont naturellement affectées à la ligne du Luxembourg et permettent à l’État belge de ne plus utiliser les locomotives anciennes les moins puissantes. Sans le besoin d'une seconde locomotive en pousse,[réf. souhaitée] une locomotive du type 29 parvient à remorquer une charge de 230 t (soit une quinzaine de wagons standard de 10 t de charge) à la vitesse de 17 km/h sur la longue rampe de 16,7 ‰ entre les gares de Jemelle et Libramont, via Poix-Saint-Hubert. Ces performances, accomplies grâce au travail d'une équipe de conduite de trois personnes au lieu de deux, en raison de la difficulté d'entretenir un feu sur la très large grille du foyer Belpaire plat, deviennent rapidement insuffisantes et la ligne, récemment mise à double voie sur toute sa longueur, menace d'être encombrée si le tonnage des trains n'est pas accru, en particulier depuis l'ouverture du tunnel du Saint-Gothard. À cette époque, les wagons de 20 t commencent à faire leur apparition.
En 1881, l’État belge réceptionne une locomotive prototype fabriquée en Angleterre mais cette copie des mogul de la classe 527 (en) du Great Eastern Railway se montre décevante. Alfred Belpaire supervise donc la construction d'une nouvelle locomotive reposant sur les mêmes principes que le type 29 — trois essieux à roues de petit diamètre, des cylindres intérieurs et un foyer Belpaire à fond plat — mais les dimensions de la nouvelle locomotive et en particulier de sa chaudière sont largement supérieures.
Introduites en 1884, les machines du type 25, capables de remorquer la même charge qu'une type 29 à 30 km/h sur de fortes rampes (ou un tonnage supérieur à 17 km/h), évincent les type 29 de la ligne du Luxembourg mais la carrière de ces dernières est encore loin d'être finie en raison de la multiplication des lignes de chemin de fer en terrain accidenté et de la puissance supérieure des type 29 par rapport aux type 28 et autres modèles plus anciens. Le poids à l'essieu plus élevé des locomotives du type 25 leur interdit initialement de circuler sur nombre de lignes secondaires.
Des type 29 restent affectées aux dépôts jalonnant la ligne du Luxembourg, circulant notamment sur les lignes embranchées. Elles se répandent sur les lignes de l'Ourthe, la jonction Grand-Ducale (Pepinster - Spa - Stavelot - Trois-Ponts - Gouvy) et sur la ligne de l'Amblève qui crée en 1890 une liaison entre ces deux lignes. Elles sont également utilisées sur la ligne d'Athus-Meuse (alors inachevée) où des type 25 finiront par être introduites.
Dans les années 1880, les locomotives du type 29 se répandent dans le Borinage et sur les lignes de la région de Charleroi. Elles finissent aussi par essaimer sur les lignes à profil facile où elles évincent d'anciennes séries de locomotives.
La commande des locomotives de 1898-1901 répond surtout au besoin en locomotives pour les lignes secondaires ou reprises des compagnies privées où le poids à l'essieu autorisé est souvent trop faible pour les nouvelles locomotives du type 25[réf. souhaitée].

### Fin de carrière
Alors que la livraison des dernières type 29 n'est pas encore achevée, l’État belge met en service de nouvelles séries de locomotives d'inspiration anglaise et américaine, les types 30 et 31. Ces deux séries sont affectées à des trains de marchandises légers et à des omnibus de voyageurs. En partant du type 30, agrandi et doté d'une chaudière plus puissante, l’État belge crée le type 32, 502 exemplaires mis en service à partir d'avril 1902, puis le type 32S à surchauffeur, 307 exemplaires à partir de 1905. Ces locomotives aptes à la traction de trains de voyageurs supplantent en premier celles du type 25 sur les lignes à fortes rampes mais leur dissémination, rendue possible par le renforcement des voies de plusieurs lignes, provoque des mutations dans l'effectif des type 29.
Quatre locomotives de ce modèle sont mises hors-service entre 1903 et 1906. Au cours de la Première Guerre mondiale, un total de 367 locomotives sont perdues, détruites, ferraillées ou retrouvées en trop mauvais état et disparaissent des inventaires au plus tard en 1923.
L'arrivée massive de locomotives d'origine allemande, anglaise ou américaine, le déplacement de locomotives plus modernes vers les services jusqu'ici alloués aux types 28 et 29 ainsi que l'alourdissement des trains et l'accroissement des vitesses pousse au retrait de ces locomotives obsolètes. Néanmoins, des exemplaires en bon état sont conservés en service sur des dessertes secondaires, pour certaines tâches de manœuvres et sur les voies ferrées locales où seul peut circuler du matériel au poids à l'essieu faible. La SNCB, créée en 1926, met au rebut 72 locomotives de toutes les variantes du type 29 l'année suivante ainsi qu'une cinquantaine en 1929-1930. Un nouveau système de numérotation est introduit en 1931. 38 locomotives sont renumérotées entre 2900 et 2983. Toutes ne porteront pas ce nouveau matricule en raison de la poursuite des mises à la retraite.
En 1925-1926, la Compagnie du chemin de fer de Gand à Terneuzen acquiert six type 29 (une de 1876, quatre de 1899-1900 et celle au numéro d'origine inconnu). . Numérotées 1, 5, 7, 12, 16 et 17 (reprenant pour la plupart les matricules de locomotives du XIXe siècle mises au rebut), elles permettent de faire face à l'accroissement des échanges après-guerre, notamment l'évacuation du coke produit à Sluiskil. Une type 28 de 1872 et quatre type 30 (nouvelle version de 1901-1902) sont également achetées à la même époque. Au rachat par l’État du Gand-Terneuzen en 1930, les type 29 et toutes les locomotives de la compagnie sont envoyées à la ferraille sauf les type 30 d'influence anglaise qui passent au Malines-Terneuzen.
Une des locomotives radiées par l’État belge pendant ou après la guerre avait été utilisée par l'armée belge. Abandonnée à Bruges en 1940, cette locomotive en état de marche est numérotée 2984, son numéro d'origine et son constructeur étant inconnus. En comptant cette locomotive, il ne reste que quatre exemplaires en service à la fin de l'année 1940. Les 2981 et 2984 sont radiées en 1941, la 2982 (Carels, 1901) est radiée au dépôt de Merelbeke en février 1942 tandis que la 2918 est rayée des inventaires le 10 octobre 1942. Cette locomotive avait été livrée par Saint-Léonard en 1880.

## Préservation
L'ensemble des locomotives de la série ainsi que celles des types 30, 33, 28 et 29 ont été ferraillées. Le musée Train World expose un modèle réduit ancien représentant la type 28 no 245 (attribuée au constructeur Saint-Léonard) dans son état d'origine, avec cabine ouverte et livrée noire.